# Lufthansa Airport Express
Il Lufthansa Airport Express è un prestigioso treno che dal 1982 al 1993 ha effettuato servizio viaggiatori per conto di Lufthansa tra l'Aeroporto di Francoforte sul Meno e la stazione ferroviaria di Düsseldorf, nella Repubblica Federale Tedesca.
Pur non appartenendo ufficialmente alla rete Trans Europ Express, la Ferrovia Federale Tedesca considerò il Lufthansa Airport Express come treno TEE, assegnando alle quattro coppie giornaliere le numerazioni TEE 61/62, TEE 63/64, TEE 65/66 e TEE 67/68.

## Storia
Il servizio ferroviario, definito "Volo a quota zero" in quanto era contraddistinto da numero di volo come quello delle aerolinee, ebbe origine il 28 marzo 1982 quando, allo scopo di realizzare economie sul traffico aereo interno e decongestionare gli aeroporti di Francoforte sul Meno, Colonia-Bonn e Düsseldorf, la compagnia aerea tedesca Lufthansa stabilì un accordo commerciale con la Ferrovia Federale Tedesca (DB) per l'effettuazione di quattro coppie di treni giornalieri tra la stazione sotterranea dell'aeroporto di Francoforte e quella di Düsseldorf.
Vennero approntati allo scopo i tre lussuosi e futuristici elettrotreni della serie 403 in grado di fornire 127 posti a sedere con tavolinetti a scomparsa per i pasti serviti a bordo dal personale, tutto Lufthansa (eccetto il macchinista e il capotreno). 

Gli elettrotreni furono ridipinti per l'occasione con uno schema di coloritura in giallo e grigio.
Nel primo decennio di attività vennero trasportati oltre un milione e mezzo di passeggeri, con un risparmio per la compagnia di circa il 40% del costo rispetto al corrispondente servizio aereo e un quoziente di puntualità che era stabile al 98%. Il posto a bordo era riservato ai clienti in possesso di biglietto aereo. Negli anni novanta il treno venne effettuato anche con carrozze e locomotive dei gruppi 103 e 111
.
Nel 1991 vennero trasportati circa 219 000 passeggeri tuttavia iniziò il calo delle presenze a bordo scendendo al di sotto del 60% dei posti offerti; ciò condusse alla decisione di sopprimere il servizio. Le ultime corse furono effettuate il 22 maggio 1993.

## Percorso e fermate
I Lufthansa Airport Express erano contraddistinti dalla numerazione Lufthansa LH 1001-1008 a cui si affiancava quella della DB TEE 61/62, 63/64, 65/66 e 67/68, che li considerava come treni Trans Europ Express (TEE) nonostante non appartenessero in alcun modo al raggruppamento o alla rete TEE.
| LH 1001/TEE 61 | LH 1003/TEE 63 | LH 1005/TEE 65 | LH 1007/TEE 67 | fermata               | km   | LH 1002/TEE 62 | LH 1004/TEE 64 | LH 1006/TEE 66 | LH 1008/TEE 68 |
| -------------- | -------------- | -------------- | -------------- | --------------------- | ---- | -------------- | -------------- | -------------- | -------------- |
| 06:17          | 09:46          | 13:17          | 17:58          | Düsseldorf Hbf        | 0    | 11:32          | 15:31          | 19:01          | 23:30          |
| 06:36          | 10:07          | 13:37          | 18:16          | Colonia Deutz         | 39.5 | 11:08          | 15:08          | 18:38          | 23:07          |
| 06:41          | 10:11          | 13:41          | 18:22          | Colonia Hbf           | 40   | 11:04          | 15:04          | 18:35          | 23:03          |
| 06:59          | 10:19          | 13:59          | 18:41          | Bonn Hbf              | 74   | 10:43          | 14:43          | 18:15          | 22:43          |
| 08:42          | 12:08          | 15:38          | 20:20          | Francoforte Aeroporto | 254  | 09:07          | 13:11          | 16:38          | 21:06          |

Le quattro coppie di treni collegavano a intervalli di tre o quattro ore nell'arco della giornata le stazioni di Francoforte Aeroporto, Bonn Hbf, Colonia Hbf, Colonia Deutz e Düsseldorf Hbf, coprendo il percorso di 254 km in 2 ore e 20 minuti per la relazione più veloce (TEE 64) e 2 ore e venticinque minuti per la più lenta (TEE 61), con una velocità commerciale da 105 a 109 km/h, il cui valore piuttosto modesto era determinato dall'intenso traffico e dalla tortuosità della linea della riva sinistra del Reno che non permetteva agli elettrotreni ET 403 di sviluppare la velocità massima di 200 km/h.